# Utripača
Utripače ali haltere so parne okončine na oprsju nekaterih dvokrilih žuželk v obliki majhnih paličastih izrastkov z glavico na konici, ki spominjajo na bucikino glavico. Med letom utripajo simultano s krili in sodelujejo pri vzdrževanju ravnotežja.
So homologne krilom, iz katerih so se tudi razvile. Imata jih dva specializirana redova žuželk: pri pahljačekrilcih je v utripače preobražen prvi par kril, pri dvokrilcih (muhe, komarji, obadi,...) pa drugi.
Delujejo na principu vibrirajočega žiroskopa. Zaradi razmeroma težke konice imajo utripače tendenco po ohranjanju ravnine utripanja ob obračanju telesa. Kadar žuželka spremeni smer, se ustvari sila v prvotni ravnini, ki deluje na kutikulo in jo deformira. To silo žuželka zazna z mehanoreceptorji, imenovanimi kampaniformne senzile, ki se nahajajo pri bazi vsake utripače. Tako delujejo utripače kot sistem za ohranjanje ravnotežja. Imajo pomembno vlogo pri stabilizaciji vida in posredujejo podatke o aerodinamičnem momentu letalnim mišicam, kar omogoča dvokrilcem izvajanje izredno hitrih in natančnih manevrov med letom.
Na podobnem principu kot utripače deluje umetni horizont v letalih.